# Richard Jenkins
Richard Dale Jenkins (DeKalb, Illinois; 4 de mayo de 1947), conocido como Richard Jenkins, es un actor estadounidense.

## Biografía
Jenkins nació y se crio en DeKalb, un pueblo agrícola en Illinois. Su madre, Mary Elizabeth Jenkins (de soltera Wheeler), era ama de casa, y su padre, Dale Stevens Jenkins, era dentista. 
Antes de ser actor, trabajó en una empresa de transporte (siendo su jefe el padre del actor John C. Reilly). 
Estudió en la Universidad Wesleyan e hizo un programa de teatro en el Indiana State College; allí se formó bajo las enseñanzas de Harold Guskin, una importante influencia en su carrera.
Cuenta Jenkins que ver a Michael Caine en Alfie fue el impulso que necesitaba para decidirse a ser actor. Y desplegaría su talento actoral en los escenarios teatrales durante quince años (cuatro de ellos como director artístico) en la Trinity Repertory Company de Rhode Island, en obras indiscutibles como Esperando a Godot, Macbeth, American Buffalo y De ratones y hombres.
En lo que a la pantalla se refiere, el actor empezó en la pequeña en 1974, en telefilmes de poco interés. Y aunque los papeles que le daban eran mínimos, algo debía tener, para que Lawrence Kasdan le fichara para Silverado (1985), Woody Allen para Hannah y sus hermanas (1986), y George Miller para Las brujas de Eastwick (1987).
Fue en los años 1980 cuando empezó a participar asiduamente en cine, con películas como The Manhattan Project, Espías sin identidad y Sea of Love, además de que intervino en un par episodios de la serie Miami Vice. Pero además de sufridor, tenía rostro de comediante, o bien encajaba en ambos. Así lo entendieron los hermanos Farrelly (Peter y Bobby), que lo reclutaron para títulos como There's Something About Mary y Yo, yo mismo e Irene, y otros hermanos, los Coen, con quienes ha hecho El hombre que nunca estuvo allí, Intolerable Cruelty y Burn After Reading. Otras comedias que cuentan con su presencia incluyen Te puede pasar a ti, Flirting with Disaster, Doce en casa y Hermanos por pelotas.
Entre sus trabajos más recientes destacan dramas (North Country), e incluso ciencia ficción (El núcleo). Y en su currículum tiene colaboraciones con Sydney Pollack (Random Hearts), David O. Russell (I Heart Huckabees) y Rob Reiner (Dicen por ahí...). 
Pero el papel que le reportaría la verdadera fama fue el del Profesor Walter Vale en la película de Thomas McCarthy The Visitor (2007), que trata sobre un hombre solitario de mediana edad cuya vida cambia cuando se enfrenta con problemas de identidad social, inmigración y comunicación intercultural, luego de los ataques del 11 de septiembre en Nueva York. Por este papel recibió su primera nominación al Óscar al mejor actor en 2008, además del aplauso unánime de la crítica.
Entre otros proyectos, en televisión destacó su papel de Nathaniel Fisher Sr., el patriarca fallecido de la serie Six Feet Under (2001-2005) de la HBO. En el teatro es miembro de la compañía teatral Trinity Repertory Company, de Rhode Island, desde hace catorce años, y fue director artístico de la misma durante cuatro años.
En 2014, Jenkins interpretó el papel de Henry Kitteridge en la miniserie de la HBO, Olive Kitteridge, basada en la novela homónima de 2008 de Elizabeth Strout y por el que obtuvo un premio Emmy por su actuación.

## Vida personal
Desde 1969 Jenkins está casado con Sharon R. Friedrick, con quien tiene dos hijos, Sarah Pamela y Andrew Kenneth. Vive en Rhode Island, Nueva York.[cita requerida]

## Filmografía parcial

### Cine y televisión
- 2024 - IF[2]
- 2022 - Monster: The Jeffrey Dahmer Story (como Lionel Dahmer)
- 2021 - The Humans (como Erik Blake)
- 2020 - Kajillionaire (como Robert Shepard)
- 2018 - Call Me by Your Name
- 2017 - La forma del agua
- 2017 - Kong: La Isla Calavera (como el senador Al Willis)
- 2016 - LBJ (como el senador Richard Russell)
- 2016 - The Hollars (como Don Hollar)
- 2015 - Spotlight (como Richard Sipe)
- 2015 - Bone Tomahawk como Chicory, ayudante del Sheriff Hunt
- 2014 -  Olive Kitteridge (serie de televisión), como Henry Kitteridge
- 2014 - God's Pocket
- 2013 - White House Down como Eli Raphelson, el presidente de la Cámara de Representantes de Estados Unidos
- 2013 - Turbo como Bobby (voz)
- 2012 - Pacto de silencio como Jed Lewis
- 2012 - Jack Reacher como Alex Rodin
- 2012 - Killing Them Softly como el abogado, intermediario entre Jackie Cogan y la mafia
- 2012 - Liberal Arts
- 2012 - ¡Por fin solos! - Russell
- 2011 - Waiting for Forever
- 2011 - The Cabin in the Woods como Gary Sitterson.
- 2011 - Hall Pass como Coakley.
- 2011 - Friends with Benefits como Mr. Harper
- 2010 - The Rum Diary
- 2010 - HappyThankYouMorePlease
- 2010 - Come, reza, ama
- 2010 - Querido John
- 2010 - Let Me In
- 2008 - Burn After Reading  Ted Treffon
- 2008 - Hermanos por pelotas
- 2008 - The Broken
- 2008 - The Tale of Despereaux (voz)
- 2007 - The Kingdom
- 2007 - The Visitor
- 2006 - North Country
- 2005 - Fun with Dick and Jane
- 2004 - ¿Bailamos?
- 2004 - Intolerable Cruelty
- 2003 - El núcleo
- 2002 - Stealing Harvard
- 2002 - Changing Lanes
- 2001 - The Man Who Wasn't There
- 2001 - Dime que no es verdad
- 2000-2005 - Six Feet Under
- 2000 - Me, Myself & Irene
- 1999 - Mientras nieva sobre los cedros
- 1998 - The Impostors
- 1998 - There's Something About Mary
- 1997 - Poder absoluto
- 1997 - Into Thin Air
- 1996 - Flirting with Disaster
- 1994 - Lobo
- 1994 - It Could Happen to You
- 1994 - Atrapados en el paraíso
- 1991 - Sentencia olvidada
- 1989 - Sea of Love
- 1988 - Stealing Home
- 1987 - Las brujas de Eastwick
- 1986 - Hannah y sus hermanas
- 1985 - Silverado

## Premios y distinciones

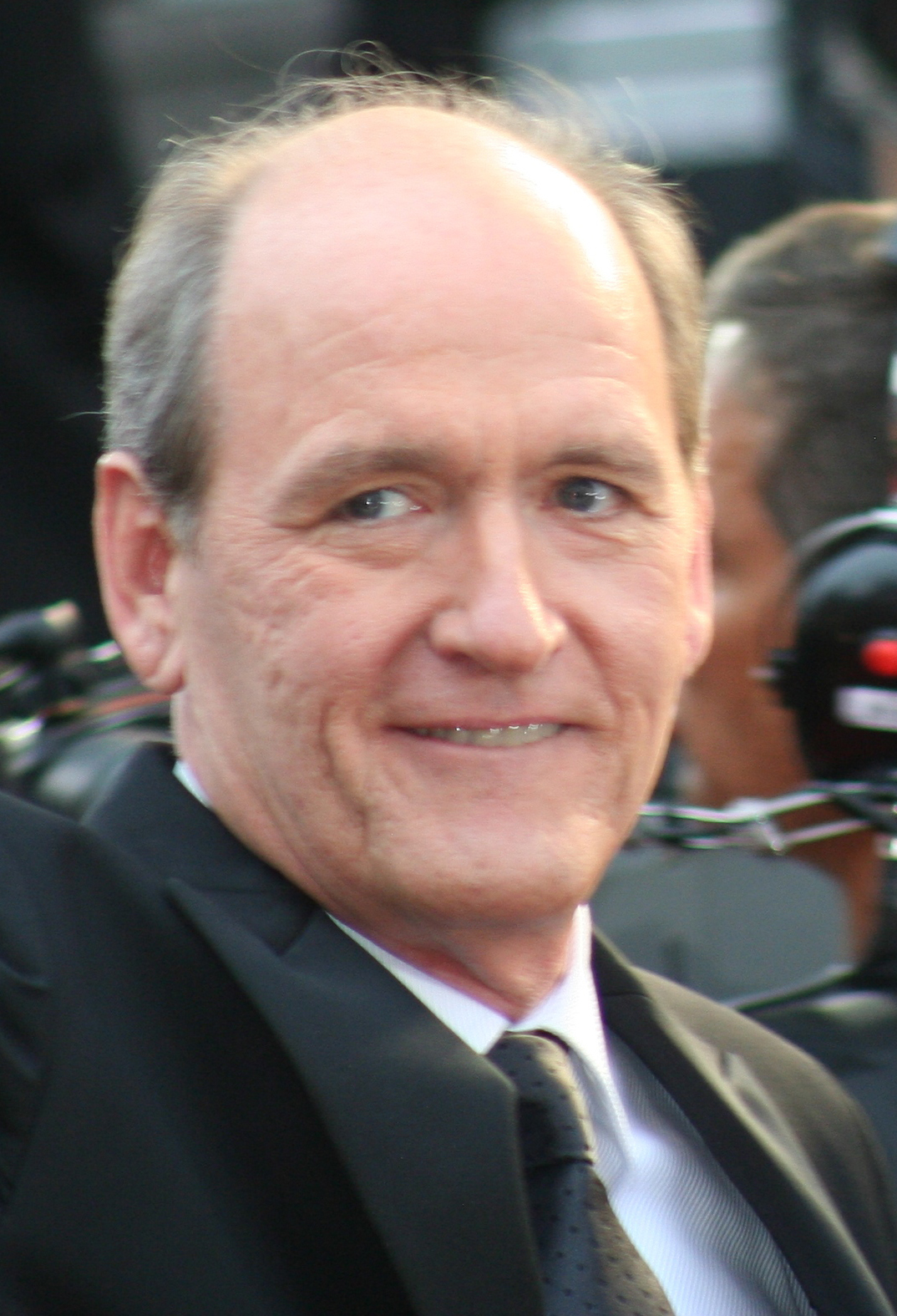
Jenkins en la 81.ª ceremonia de entrega de los premios Óscar, en 2009.

Óscar
| Año  | Categoría              | Película          | Resultado |
| ---- | ---------------------- | ----------------- | --------- |
| 2009 | Mejor actor            | The Visitor       | Nominado  |
| 2018 | Mejor actor de reparto | La forma del agua | Nominado  |

Premios del Sindicato de Actores
| Año  | Categoría                           | Película          | Resultado |
| ---- | ----------------------------------- | ----------------- | --------- |
| 2018 | Mejor actor de reparto              | La forma del agua | Nominado  |
| 2008 | Mejor actor                         | The Visitor       | Nominado  |
| 2002 | Mejor reparto de televisión - Drama | Six Feet Under    | Nominado  |

Premios Satellite
| Año  | Categoría           | Película    | Resultado |
| ---- | ------------------- | ----------- | --------- |
| 2008 | Mejor actor - Drama | The Visitor | Ganador   |

Festival Internacional de Cine de Moscú
| Año  | Categoría                                 | Película    | Resultado |
| ---- | ----------------------------------------- | ----------- | --------- |
| 2008 | Premio "Silver St. George" al mejor actor | The Visitor | Ganador   |

Premios Independent Spirit
| Año  | Categoría              | Película               | Resultado |
| ---- | ---------------------- | ---------------------- | --------- |
| 2008 | Mejor actor            | The Visitor            | Nominado  |
| 1996 | Mejor actor de reparto | Flirting with Disaster | Nominado  |